# Alexander Dyce
Alexander Dyce (født 30. juni 1798, død 15. maj 1869) var en engelsk Shakespeareforsker, fætter til William Dyce.
Dyce studerede i Oxford, hvor han blev Bachelor of Arts 1819. Dyce har udgivet en række af de ældre engelske digtere med biografier, noter osv., især de Elizabethanske dramatikere (Peele, Greene, Marlowe, Beaumont & Fletcher, Middleton, Webster, Ford, Shirley); hans hovedværk er en fortrinlig, kritisk udgave af Shakespeare (6 bind, 1853-58), også i »Tauchnitz Collection«, 7. bind.